# Paddy Moore
Patrick Moore – detto Paddy – (Ballybough, 4 agosto 1909 – Dublino, 24 luglio 1951) è stato un calciatore e allenatore di calcio irlandese, di ruolo attaccante.

## Carriera

### Club
Ha giocato nella massima serie del campionato irlandese, inglese e scozzese.

### Nazionale
Ha giocato sia con la nazionale irlandese IFA (poi divenuta Irlanda del Nord), sia con quella della Repubblica d'Irlanda (FAI).

## Palmarès

### Club

#### Competizioni nazionali
- Campionato irlandese: 1

Shamrock Rovers: 1931-1932
- Coppa d'Irlanda: 4

Shamrock Rovers: 1928-1929, 1930-1931, 1931-1932, 1935-1936
- League of Ireland Shield: 1

Shamrock Rovers: 1931-1932

#### Competizioni regionali
- Leinster Senior Cup: 1

Shamrock Rovers: 1928-1929